# Gracilechinus gracilis
Gracilechinus gracilis is een zee-egel uit de familie Echinidae.
De wetenschappelijke naam van de soort werd in 1869 gepubliceerd door Alexander Agassiz.